# Sidi Heddi
Sidi Heddi (en árabe: سيدي الهادي‎) fue un religioso morabita de origen marroquí, fundador de la zauía (secta sufí) de los heddaua, conformada por mendigos penitentes. Sidi Heddi fue un anacoreta que practicaba el celibato y vestía la derbala como símbolo de humildad. También decía poder obrar milagros de curación por la fe. 
Aunque los heddaua prácticamente han desaparecido, su doctrina influyó en la formación de nuevas escuelas sufistas en el norte de África. Se diferenciaban notablemente del resto de tradiciones islámicas y sufistas. No se cortaban el cabello, pedían limosna en los pueblos y tocaban tambores a la vez que fumaban hachís para entrar en trance y encontrar a Dios. La zauía se ubicaba en Beni Arós, en el Rif. En el Magreb también es apodado como «el sultán de los mendigos» o el «héroe de los pobres», y se le considera como «Santo Patrón» de los fumadores de kif.

## Biografía
Sidi Heddi nació en algún momento del siglo XVIII, y probablemente murió en 1805. Practicó el ascetismo y fundó el movimiento de Heddawa (o Heddoua), una hermandad de vagabundos diseminada por todo Marruecos y que se distingue por su disciplina, su rechazo a la autoridad (la enseñanza del Corán está prohibida), y su valoración del «monaquismo errante». Practican rituales místico-extáticos imbuidos de creencias ancestrales, viven una vida de pobreza similar a la de los cristianos arrepentidos, consumen el polvo de hachís o kif y adoran al gato como objeto de culto. Los Heddawas están mal vistos por el Islam más ortodoxo. En el siglo XIX, un movimiento místico imbuido del sufismo de Sidi Heddi resurgió como un fenómeno de moda en Marruecos.
Sidi Heddi está acreditado popularmente por ser el primero en traer semillas de Cannabis desde Asia a Marruecos durante sus peregrinaciones y es considerado el santo patrón de los fumadores del kif.

### Lectura complementaria
- Brunel, R. (2001). Le monachisme errant dans l'Islam. Sidi Heddi et les Heddawa (en francés). Maisonneuve & Larose. ISBN 2706815086.

- Datos: Q48774709